# Južnoafrička razvojna zajednica
Južnoafrička razvojna zajednica (engl. Southern African Development Community, SADC) intervladina je organizacija sa sedištem u Gaboronu, Bocvana. Njen cilj je unapređenje socijalno-ekonomske saradnje i integracije, kao i političke i bezbednosne saradnje između 16 južnoafričkih zemalja.

## Zemlje članice
SADC ima 16 zemalja članica:
| Zemlja       | Površina (km²) | Populacijan | Napomene o članstvu                                                                            |
| ------------ | -------------- | ----------- | ---------------------------------------------------------------------------------------------- |
| Angola       | 1.246.700      | 25.646.166  |                                                                                                |
| Bocvana      | 582.000        | 2.024.904   |                                                                                                |
| Komori       | 2.235          | 575.660     | od 20. avgusta 2017                                                                            |
| DR Kongo     | 2.344.858      | 78.736.153  | od 8. septembra 1997                                                                           |
| Svazilend    | 17.363         | 844.223     |                                                                                                |
| Lesoto       | 30.355         | 1.741.406   |                                                                                                |
| Madagaskar   | 587.295        | 12.238.914  | članstvo obnovljeno 30. januara 2014 nakon nametnute suspenzije iz 2009                        |
| Malavi       | 118.484        | 13.077.160  |                                                                                                |
| Mauricijus   | 1.969          | 1.237.000   | od 28. avgusta 1995                                                                            |
| Mozambik     | 801.590        | 20.252.223  |                                                                                                |
| Namibija     | 824.268        | 2.104.900   | od 21. marta 1990 (od nezavisnosti)                                                            |
| Sejšeli      | 456            | 90.945      | takođe ranije član SADC od 8. septembra 1997. do 1. jula 2004, a zatim se ponovo 2008. godine. |
| Južna Afrika | 1.221.037      | 56.000.000  | od 30. avgusta 1994                                                                            |
| Tanzanija    | 947.303        | 44.928.923  |                                                                                                |
| Zambija      | 752.612        | 13.046.508  |                                                                                                |
| Zimbabve     | 390.757        | 12.973.808  |                                                                                                |

Unija Komora primljena je u SADC na 37. samitu šefova država i vlada SADC-a održanom u Pretoriji, Južna Afrika 2017. godine, čime je ukupan broj država članica postao 16. Pored toga, Burundi je zatražio da se pridruži.

## Istorija
SADC vodi poreklo iz šezdesetih i sedamdesetih godina 20. veka, kada su lideri većinski-vladajućih zemalja i pokreti nacionalnog oslobođenja koordinirali svoje političke, diplomatske i vojne borbe za okončanje kolonijalne vladavine i vladavine belih manjina u Južnoj Africi. Neposredna prethodnica političke i bezbednosne kooperacije današnjeg SADC-a bila je neformalna grupacija Frontalnih država (FLS). Ona je formirana 1980.
Južnoafrička konferencija o koordinaciji razvoja (SADCC) bila je preteča društveno-ekonomske saradnje današnjeg SADC-a. Usvajanjem deklaracije iz Lusake od strane većinom-rukovođenih država Južne Afrike 1. aprila 1980. otvoren je put formalnom uspostavljanju SADCC-a u aprilu 1980.
Članstvo u FLS i SADCC ponekad se razlikovalo. SADCC je transformisan u SADC 17. avgusta 1992. godine, usvajanjem od strane osnivačkih članova SADCC-a i novonezavisne Namibije Vindhukove deklaracije i ugovora o uspostavljanju SADC-a. SADC iz 1992. godine omogućio socijalno-ekonomsku, političku i bezbednosnu saradnju. U stvarnosti, FLS je raspušten tek 1994. godine, nakon prvih demokratskih izbora u Južnoj Africi. Naknadni napori da se politička i bezbednosna saradnja postave na čvrste institucionalne osnove pod okriljem SADC-a nisu uspeli.
Dana 14. avgusta 2001. godine izmenjen je ugovor o SADC-u iz 1992. godine. Amandman je najavio reviziju struktura, politika i procedura SADC-a, što je procesa koji je u toku. Jedna od promena je da je politička i bezbednosna saradnja institucionalizovana u Organu za politiku, odbranu i bezbednost (OPDS). Kao jedno od glavnih tela SADC-a, on podleže nadzoru vrhovnog tela organizacije, Samita, koji čine šefovi država ili vlada.
Organizacija održava sopstveni multisportski događaj u obliku SADC igara, koje su prvi put održane 2004. godine u Maputu. Prvobitno planirane za raniji datum u Malaviju i Lesotu, organizaciona pitanja dovela su do napuštanja plana i SADC je izrekao novčanu kaznu od 100.000 američkih dolara protiv Malavija. Prvo takmičenje 2004. godine u Maputu rezultiralo je da je preko 1000 mladih do 20 godina iz 10 zemalja učestvuje u sportskom programu koji je obuhvatao atletiku, fudbal, netbol, boks i košarku.
U avgustu 2019. SADC je usvojio svahili kao svoj četvrti radni jezik, uz engleski, francuski i portugalski. Kisvahili - lingva franka u regionu afričkih Velikih jezera, drugim delovima Istočne Afrike i, u manjoj meri, delovima Južne Afrike - službeni je jezik Tanzanije, Kenije, Ruande i Afričke unije.

## Protokoli
SADC ima 27 pravno obavezujućih protokola koji se bave pitanjima poput odbrane, razvoja, ilegalne trgovine drogom, slobodne trgovine i kretanja ljudi.
- Protokol o energiji (1996)[15] - namenjen je promociji skladnog razvoja nacionalnih energetskih politika. Ove razvojne strategije postavljaju opipljive ciljeve za SADC i njegove države članice za razvoj infrastrukture u energetici i njenim podsektorima: drvno gorivo, nafta i prirodni gasa, električna energija, ugalj, obnovljiva energija, i energetska efikasnost i očuvanje.[16]
- Protokol o rodu i razvoju - od država članica se traži da ubrzaju napore na implementaciji radi ostvarivanja konkretnih i transformativnih promena u životu žena i devojčica u regionu. Predsednik Mutarika takođe je izrazio zabrinutost zbog eskalirajućih incidenata rodno zasnovanog nasilja u regionu, posebno onih koji su počinjeni nad ženama i devojkama, i iskoristio je ovu priliku da potpiše obavezu okončavanja prakse dečjih brakova, kao dela AU kampanje za okončanje dečjih brakova u Africi.[17]
- Protokol o politici, odbrambenoj i bezbednosnoj saradnji (2001) - namenjen je jačanju regionalne bezbednosne i odbrambene saradnje, promociji mira, političke stabilnosti i upravljanja sukobima. Protokol je takođe pokrenuo institucionalnu reformu SADC-ovog Organa za politiku, odbranu i bezbednost (OPDS).[18]

## SADC FTA
Područje slobodne trgovine SADC-a osnovano je u avgustu 2008. godine, nakon što je primena SADC protokola o trgovini 2000. godine postavila temelje za njegovo formiranje. Njegovi prvobitni članovi bili su Bocvana, Lesoto, Madagaskar, Mauricijus, Mozambik, Namibija, Južna Afrika, Esvatini, Tanzanija, Zambija i Zimbabve, a kasnije su se pridružili Malavi i Sejšeli. Od 15 država članica SADC-a, samo Angola i Demokratska Republika Kongo još ne učestvuju, međutim, ministar trgovine Angole Jofre Van-Dunen mlađi izjavio je u Luandi da njegovo ministarstvo radi na stvaranju uslova za pristupanje Angole Području slobodne trgovine SADC-a 2019. SADC carinska unija, koja je trebalo da bude uspostavljena do 2010. godine prema SADC-ovom Regionalnom indikativnom strateškom razvojnom planu (RISDP), verovatno neće postati stvarnost u bliskoj budućnosti. To je zato što su sporazumi o ekonomskom partnerstvu Evropske unije (EPA) sa njihovim tradicionalnim vanregionalnim slobodnotrgovinskim režimima pružili za nekoliko članica SADC-a više koristi od dublje integracije regionalnog tržišta u okviru SADC carinske unije. Budući da su ove države SADC-a formirale četiri različite grupe za pregovaranje i sprovođenje različitih sporazuma o ekonomskom partnerstvu sa Evropskom unijom, propušta se šansa za uspostavljanje zajedničke spoljne carine za SADC kao preduslova za regionalnu carinsku uniju.

## Literatura
- Gabriël Oosthuizen, The Southern African Development Community: The organisation, its history, policies and prospects. Institute for Global Dialogue: Midrand, South Africa, 2006.
- John McCormick, The European Union: Politics and Policies. Westview Press: Boulder, Colorado, 2004.
- Muntschick, Johannes, The Southern African Development Community (SADC) and the European Union (EU). Regionalism and External Influence. Palgrave Macmillan: Cham. 2017.  978-3-319-45330-9.
- Ramsamy, Prega 2003 Global partnership for Africa. Presentation at the human rights conference on global partnerships for Africa's development, Gaborone: SADC

## Spoljašnje veze
- Zvanični veb-sajt
- „Deep Integration”. Архивирано из оригинала 01. 03. 2010. г. Приступљено 01. 11. 2020.
- „SADC: Address Members' Rights Issues”. 14. 8. 2014.